# Pterolophia mutata
Pterolophia mutata là một loài bọ cánh cứng trong họ Cerambycidae.